# Arzachena
Arzachena – miejscowość i gmina we Włoszech, w regionie Sardynia, w prowincji Sassari. Graniczy z Luogosanto, Luras, Olbia, Palau, Tempio Pausania i Sant'Antonio di Gallura.
Według danych na rok 2019 gminę zamieszkiwało 13 445 osób, 58 os./km².